# États membres de l'OTAN

Carte montrant les différents pays membres de l'OTAN en 2024.

L'Organisation du traité de l'Atlantique nord (OTAN) est une alliance politique et militaire internationale composée en mars 2024 de 32 états membres d'Europe et d'Amérique du Nord. Elle fut créée lors de la signature du traité de l'Atlantique Nord (ou traité de Washington) le 4 avril 1949 par ses 12 membres fondateurs. Son but principal est « la sauvegarde de la liberté et de la sécurité de tous ses membres par des moyens politiques et militaires ».
L'OTAN compte 12 pays fondateurs à l'origine (Belgique, Canada, Danemark, États-Unis, France, Islande, Italie, Luxembourg, Norvège, Pays-Bas, Portugal, Royaume-Uni). Elle ajouta, du 18 février 1952 au 6 mai 1955, trois autres pays à ses membres (la Grèce, la Turquie, et l'Allemagne de l'Ouest), et un quatrième le 30 mai 1982            (l'Espagne). Le territoire de l'ancienne Allemagne de l'Est devint partie de l'OTAN lors de la réunification de l'Allemagne le 3 octobre 1990, puisque par cette unification des deux États allemands celui de l'Ouest absorbait celui de l'Est. Après la fin de la Guerre froide, 14 nouveaux pays membres se joignirent à elle (dont 7 anciens membres du Pacte de Varsovie, 3 anciennes républiques soviétiques de l’URSS et quatre anciennes républiques yougoslaves) du 12 mars 1999 au 27 mars 2020. La Finlande et la Suède rejoignent respectivement l'OTAN en avril 2023 et en mars 2024. Sur les 32 membres de l'alliance, deux sont localisés en Amérique du Nord, tandis que 30 se trouvent en Europe, bien que l'on puisse considérer la Turquie comme faisant partie de l'Asie occidentale.

## Liste des États membres
| Localisation sur la carte | Pays              | Capitale   | Date d'admission | Population           |
| ------------------------- | ----------------- | ---------- | ---------------- | -------------------- |
|                           | Albanie           | Tirana     | 1er avril 2009   | +002 791 765, (2024) |
|                           | Allemagne         | Berlin     | 6 mai 1955       | +084 552 242, (2024) |
|                           | Belgique          | Bruxelles  | 24 août 1949     | +011 738 763, (2024) |
|                           | Bulgarie          | Sofia      | 29 mars 2004     | +006 757 689, (2024) |
|                           | Canada            | Ottawa     | 24 août 1949     | +039 742 430, (2024) |
|                           | Croatie           | Zagreb     | 1er avril 2009   | +003 875 325, (2024) |
|                           | Danemark          | Copenhague | 24 août 1949     | +005 977 412, (2024) |
|                           | Espagne           | Madrid     | 30 mai 1982      | +047 910 526, (2024) |
|                           | Estonie           | Tallinn    | 29 mars 2004     | +001 360 546, (2024) |
|                           | États-Unis        | Washington | 24 août 1949     | +345 426 571, (2024) |
|                           | Finlande          | Helsinki   | 4 avril 2023     | +005 617 310, (2024) |
|                           | France            | Paris      | 24 août 1949     | +066 548 530, (2024) |
|                           | Grèce             | Athènes    | 18 février 1952  | +010 047 817, (2024) |
|                           | Hongrie           | Budapest   | 12 mars 1999     | +009 676 135, (2024) |
|                           | Islande           | Reykjavik  | 24 août 1949     | +000393 396, (2024)  |
|                           | Italie            | Rome       | 24 août 1949     | +059 342 867, (2024) |
|                           | Lettonie          | Riga       | 29 mars 2004     | +001 871 871, (2024) |
|                           | Lituanie          | Vilnius    | 29 mars 2004     | +002 859 110, (2024) |
|                           | Luxembourg        | Luxembourg | 24 août 1949     | +000673 036, (2024)  |
|                           | Macédoine du Nord | Skopje     | 27 mars 2020     | +001 823 009, (2024) |
|                           | Monténégro        | Podgorica  | 5 juin 2017      | +000638 479, (2024)  |
|                           | Norvège           | Oslo       | 24 août 1949     | +005 576 660, (2024) |
|                           | Pays-Bas          | Amsterdam  | 24 août 1949     | +018 228 742, (2024) |
|                           | Pologne           | Varsovie   | 12 mars 1999     | +038 539 201, (2024) |
|                           | Portugal          | Lisbonne   | 24 août 1949     | +010 425 292, (2024) |
|                           | Roumanie          | Bucarest   | 29 mars 2004     | +019 015 088, (2024) |
|                           | Slovaquie         | Bratislava | 29 mars 2004     | +005 506 760, (2024) |
|                           | Slovénie          | Ljubljana  | 29 mars 2004     | +002 118 697, (2024) |
|                           | Suède             | Stockholm  | 7 mars 2024      | +010 606 999, (2024) |
|                           | Royaume-Uni       | Londres    | 24 août 1949     | +069 138 192, (2024) |
|                           | Tchéquie          | Prague     | 12 mars 1999     | +010 735 859, (2024) |
|                           | Turquie           | Ankara     | 18 février 1952  | +087 473 805, (2024) |